# Бабадаг (Румыния)
Бабада́г (рум. Babadag) — город в Румынии, в исторической области Добруджа, входит в состав жудеца Тулча.
Бабадаг лежит между гор, в плодородной, но болотистой местности недалеко от дельты Дуная. Расположен над озером того же названия, в северной части Добруджи на расстоянии 213 км на восток от Бухареста, 32 км на юг от административного центра жудеца г. Тулчи, 80 км севернее Констанцы и 80 км на юго-восток от Галаца.

## Этимология
Название города (оригин. турец. Babadağ — «гора отца») связано с легендой о Баба Сары Салтуке, который в XIII в., как указано в работах арабского путешественника ибн Баттуты, привёл в эту местность множество турок.

## История
В Средние века район Бабадага находился в границах болгарского царства. В 1393 городом овладели войска турецкого султана Баязида I. Здесь был построен замок, уничтоженный казаками в 1587 году. В XVII в. город был отстроен и достиг своего расцвета и стал один из центров Болгарского Возрождения.
Турецкая крепость в Бабадаге во время русско-турецких войн служила «зимней квартирой» великого визиря.
Некоторое время Бабадаг был столицей пашалыка.
До 1878 г. принадлежал Турции, а с переходом к Румынии потерял отчасти своё значение. Во время войн, которые Российская империя вела с Турцией, город несколько раз занимали русские войска: в 1771 — генерала Вейсмана, в 1773 — полковника Клячко, в 1774 — генерала Каменского. В июле 1791 генерал Голенищев-Кутузов нанёс под Бабадагом сокрушительное поражение 20-тысячному турецкому корпусу. В 1809 году город был без боя занят отрядом генерала Платова. Во время Русско-турецкой войны 1828—1829 гг. Бабадаг оставался почти все время во власти русских войск; так же и в 1877 году во время войны с турками он был занят после легкой перестрелки.
Во время Крымской войны был разрушен в результате русской артиллерийской бомбардировки.
По Сан-Стефанскому договору в 1878 году город перешёл под юрисдикцию Румынии. Население города было преимущественно болгарским. После 1878 года Румыния начала политику вытеснения болгар и заселение его румынским населением.

## Население
Согласно переписи населения в 2009 году здесь проживало 10 273 чел.
Национальный состав населения города:
| Национальность            | Количество человек | Процент |
| ------------------------- | ------------------ | ------- |
| румыны                    | 8466               | 84,3 %  |
| турки                     | 1289               | 12,8 %  |
| цыгане                    | 168                | 1,7 %   |
| русские-липоване          | 48                 | 0,5 %   |
| греки                     | 26                 | 0,3 %   |
| украинцы                  | 10                 | 0,1 %   |
| татары                    | 6                  | 0,1 %   |
| поляки                    | 6                  | 0,1 %   |
| венгры                    | 5                  | < 0,1 % |
| немцы                     | 5                  | < 0,1 % |
| болгары                   | 4                  | < 0,1 % |
| сербы                     | 1                  | < 0,1 % |
| не указали национальность | 3                  | < 0,1 % |

Родным языком назвали:
| Язык       | Количество человек | Процент |
| ---------- | ------------------ | ------- |
| румынский  | 8580               | 85,5 %  |
| турецкий   | 1255               | 12,5 %  |
| цыганский  | 134                | 1,3 %   |
| русский    | 38                 | 0,4 %   |
| греческий  | 13                 | 0,1 %   |
| украинский | 5                  | < 0,1 % |
| татарский  | 4                  | < 0,1 % |
| немецкий   | 3                  | < 0,1 % |
| болгарский | 2                  | < 0,1 % |
| венгерский | 1                  | < 0,1 % |
| польский   | 1                  | < 0,1 % |

Состав населения города по вероисповеданию:
| Религия        | Количество человек | Процент |
| -------------- | ------------------ | ------- |
| православные   | 8510               | 84,8 %  |
| мусульмане     | 1426               | 14,2 %  |
| баптисты       | 33                 | 0,3 %   |
| адвентисты     | 21                 | 0,2 %   |
| старообрядцы   | 19                 | 0,2 %   |
| римо-католики  | 13                 | 0,1 %   |
| греко-католики | 5                  | < 0,1 % |
| атеисты        | 3                  | < 0,1 % |
| пятидесятники  | 2                  | < 0,1 % |
| реформаты      | 1                  | < 0,1 % |
| бретрены       | 1                  | < 0,1 % |
| лютеране       | 1                  | < 0,1 % |
| не религиозные | 1                  | < 0,1 % |

Любопытно, что название города носит Археологическая культура Бабадаг, датируемая от 1200 до 1100 до н. э.